# هنري فايول
هنري فايول (بالفرنسية:Henri Fayol) أحد علماء الإدارة الكلاسيكية، وأصل عمله كمهندس تعدين.
لقد كان هنري فرنسي الأصل، ولكنه ولد في بإسطنبول عام 1841م، ومات بباريس في عام 1925م. التحق في مدرسة إنجليزية حيث امضي سنتين ثم التحق بالمدرسة الاهلية  وعمل مديراً تنفيذياً لشركة صناعية صغيرة في فرنسا، ومن خلالها نال خبرته العملية التي قادته إلى النجاح في مجال الإدارة الصناعية، وعمل على تطوير منهجية النظرية الإدارية، ووثق ذلك في كتابه المشهور الإدارة العامة والصناعية عام 1916م.

## إنجازات
- تصنيف النشاطات الإدارية لست مجموعات: فنية وتجارية ومالية والأمنية ومحاسبية وإدارية.
- تحديد مهارات وصفات إدارية يستلزم وجودها بالمدير: جسدية، عقلية، خُلقية، ثقافية، وفنية.
- تصنيف وظائف الإدارة إلى خمسة وظائف هي: تنبؤ، تخطيط، تنظيم، إصدار الأوامر (قيادة)، تنسيق، رقابة.
- تطوير مبادئ الإدارة بشكل عالمي حيث اقترح أربعة عشر مبدئاً للإدارة ما يزال مفيد استخدامها في الإدارة الحديثة (نظرية المبادئ الإدارية)، وتتمثل هذه المبادئ فيما يلي:

1-تقسيم العمل.
2-توزيع الصلاحيات بالتناسب مع المسؤوليات.
3-الانضباط.
4-وحدة الأوامر.
5- وحدة التوجيه.
6-إذعان المصلحة الخاصة للمصلحة الجماعية.
7-المكافأة.
8-المركزية.
9-التدرج الهرمي للسلطة.
10-النظام.
11-العدالة.
12-استقرار الأفراد العاملين.
13-المبادرة.
14-روح التعاون (أي وحدة العاملين في المؤسسة).

## فلسفته
إن جوهر الإدارة هو قوة التنبؤ قبل حدوث الأشياء ، فلابد أن يكون لدى القائد بعد النظر وقدرة على توقع المستقبل ، بحيث يقدر كل الاحتمالات ويقدر أن أصعبها قد يقع ومن ثم يستعد له.
ويعرف الإدارة بأنها :«ماتقوم بالتنبؤ والتخطيط والتنظيم وإصدار الأوامر والمراقبة والتنسيق».

## أبرز مؤلفاته
الإدارة العامة والصناعية صدر عام 1916 .

## أهم الأفكار والنماذج
وجد فايول أن كل أنشطة المنشأة يمكن تقسيمها إلى المجموعات الست التالية :
1-	انشطة فنية (إنتاج).
2-	أنشطة تجارية (شراء ، بيع ، مبادلة ).
3-	أنشطة مالية ( البيع والشراء ).
4-	أنشطة تأمينية ( حماية الممتلكات والأشخاص ).
5-	أنشطة محاسبية ( تتضمن الإحصاء).
6-	أنشطة إدارية ( تخطيط ،تنظيم ، إصدار الأوامر ، تنسيق ، ورقابة ).
هو أول من عالج الإدارة كعملية متكاملة العناصر والوظائف .

## التأثر والتشابه مع رواد الجودة
يتشابه هنري مع ديمنج وشوهارت وجوران في التخطيط .
يتشابه هنري مع شوهارت وجوران في الرقابة .
يتشابه هنري مع أرماند فيجنوم في التنظيم .

## روابط خارجية
- هنري فايول على موقع الموسوعة البريطانية (الإنجليزية)